# Melinda O. Fee
Melinda O'Dare Fee (Los Angeles, 7 oktober 1942) is een Amerikaanse actrice.

## Biografie
Fee is een dochter van Astrid Allwyn, en heeft een zus. Ze is getrouwd en woont in Manheim (Pennsylvania).
Fee begon in 1965 met acteren in de televisieserie Love of Life. Hierna heeft ze nog meerdere rollen gespeeld in televisieseries en films zoals Lost in Space (1966), The Invisible Man (1975-1976) en Santa Barbara (1987-1988).

## Filmografie

### Films
- 1991 Changes – als Diana Maxwell
- 1991 California Casanova – als Madam Luchband
- 1985 A Nightmare on Elm Street Part 2: Freddy's Revenge – als mrs. Webber
- 1985 Doin' Time – als Denise
- 1980 Fade to Black – als presentatrice van talkshow
- 1980 The Aliens Are Coming – als Gwendolyn O’Brien
- 1966 Unkissed Bride – als ??

### Televisieseries
Uitgezonderd eenmalige gastrollen.
- 1987 – 1988 Santa Barbara – als Olivia Welles – 7 afl.
- 1981 – 1982 Days of Our Lives – als Mary Anderson – 114 afl.
- 1977 The Bionic Woman – als Tami Cross – 2 afl.
- 1975 – 1976 The Invisible Man – als Kate Weston – 12 afl.
- 1970 – 1973 The Guiding Light – als Charlotte Waring Bauer – 2 afl.

- Bibliothèque nationale de France: cb14176702d (data)
- International Standard Name Identifier: 0000 0000 0350 5419
- Virtual International Authority File: 44509253